# BYD D1
Pour les articles homonymes, voir D1.
Le BYD D1 (比亚迪D1; Pinyin : Bǐyàdí D1) est un monospace électrique polyvalent et compact spécialement conçu par BYD en coopération avec Didi Chuxing et développé exclusivement pour les services de télé-assistance.

## Histoire
À partir de 2018, Didi a formé une alliance avec des constructeurs automobiles tels que Volkswagen, BAIC et BYD pour développer des véhicules intelligents spécialement conçus pour le covoiturage et la gestion des flottes. L'alliance commence avec DiDi offrant sa base de clients et ses compétences opérationnelles aux constructeurs automobiles souhaitant développer leurs propres services de covoiturage sous forme de base de données de recherche en échange d'une expertise en conception. Le modèle D1 est le premier modèle spécialement conçu par DiDi pour les services de covoiturage issus de l'alliance avec les constructeurs automobiles.
En août 2020, des documents gouvernementaux montrent que BYD a reçu l'approbation du ministère de l'Industrie et des Technologies de l'information de Chine pour vendre un véhicule électrique développé avec DiDi appelé le D1.
Le 16 novembre 2020, le BYD D1 a été révélé à Pékin. La firme a annoncé que le véhicule commencerait à rejoindre le service de télé-assistance dans le cadre d'un test de conduite en décembre à Changsha. Les ventes ont été limitées aux conducteurs enregistrés sur la plate-forme de réservation au lancement. Selon les responsables, le nom D1 signifie "Toujours le jour 1 (Always Day 1 en anglais)".

## Caractéristiques
Le monospace compact D1 est alimenté par un moteur électrique TZ180XSA d'une capacité de 100 kW (136 ch) et est équipé d'une batterie LFP sans cobalt de 70 kW. La vitesse maximale est de 130 km/h.
Le D1 dispose d'une porte coulissante sur le côté droit pour empêcher les passagers d'ouvrir la porte et de heurter potentiellement les cyclistes ou les piétons. Les véhicules ont également un plus grand espace pour les jambes pour les passagers arrière.

## Ventes
Didi prévoit de mettre en service 10 000 unités de D1 d'octobre 2020 à décembre 2020 et 100 000 unités en 2021. En tant que premier modèle à avoir été construit en pensant au covoiturage, DiDi prévoit d'expédier des véhicules D1 à des partenaires de location dans plusieurs villes chinoises.